# 프라하의 봄

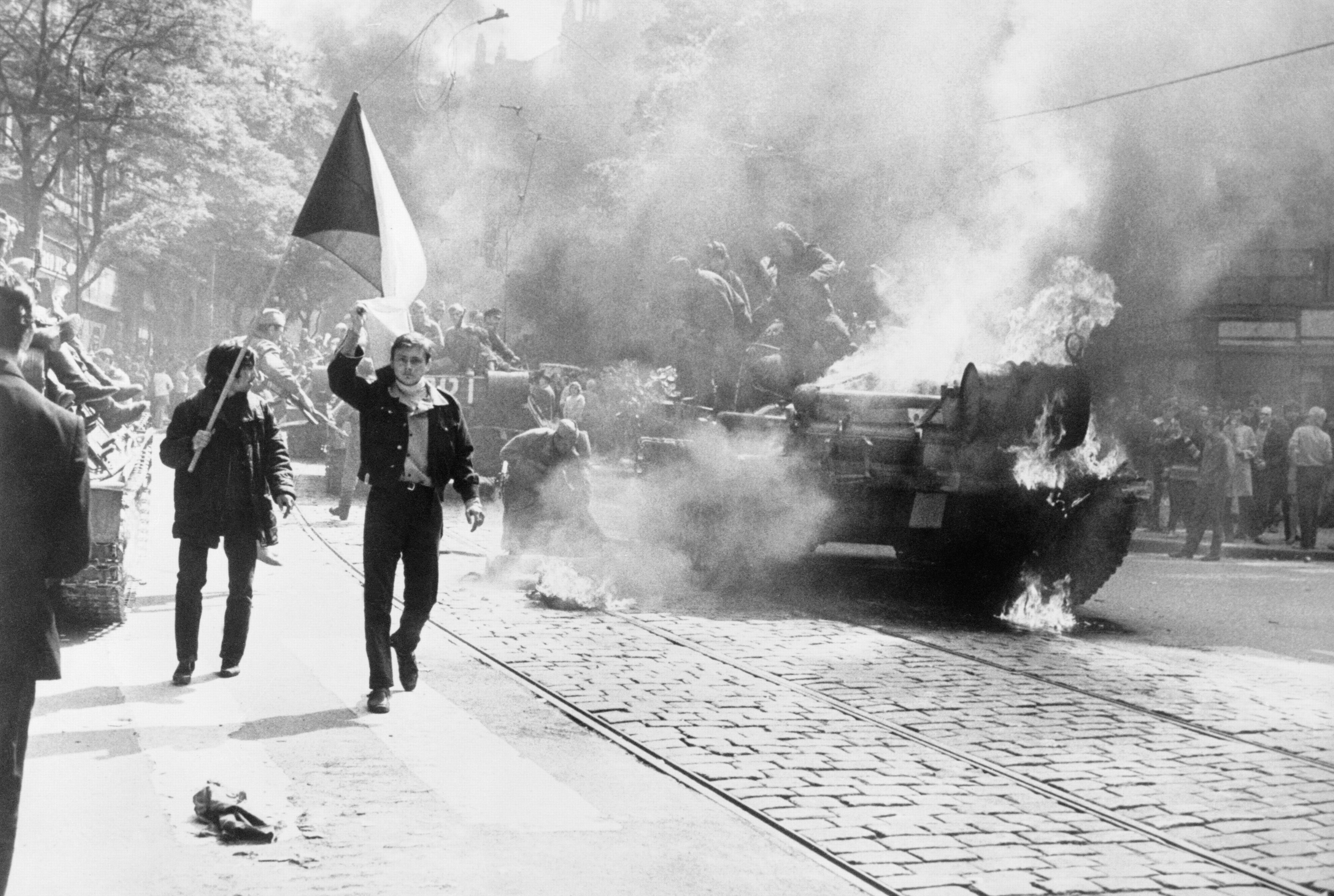
체코슬로바키아인들이 국기를 들고 불타는 소련군의 탱크를 지나고 있는 모습.

프라하의 봄(체코어: Pražské jaro 프라슈스케 야로[*], 슬로바키아어: Pražská jar 프라슈스카 야르, 문화어: 쁘라하의 봄)은 제2차 세계 대전 이후 소비에트 연방이 간섭하던 체코슬로바키아에서 일어난 민주화 시기를 일컫는다. 이 시기는 1968년 1월 5일에 슬로바키아의 개혁파 알렉산데르 둡체크가 집권하면서 시작되었으며, 8월 21일 소비에트 연방과 바르샤바 조약 회원국이 체코슬로바키아를 침공하여 개혁을 중단시키면서 막을 내렸다.
프라하의 봄 당시 둡체크는 경제와 정치면에서 부분적인 분권화를 실시하여 시민의 자유를 좀 더 보장하는 개혁을 시도하였다. 이 가운데는 보도, 표현, 이동의 자유 제한을 폐지하는 것도 있었다. 또 둡체크는 두 개의 개별 공화국으로 이루어진 연방으로 개편하였는데, 이 조치는 프라하의 봄이 끝나자 다시 좌절되었다.
체코슬로바키아의 개혁은 소련측에서 달갑지 않은 일이었으며, 소련은 협상이 실패하자 장갑차와 탱크를 보내어 이 나라를 침공하였다. 대규모 이주 물결이 체코슬로바키아를 휩쓸었다. 한 학생이 자살 항의를 하긴 하였으나 사람들은 비폭력 시위로 대응하였으며 군사 저항은 없었다. 이 시기에 소비에트 연방군이 장갑차와 탱크를 앞세워 무고한 시민들을 죽이자 전 세계 여론의 비판이 일었다. 체코슬로바키아는 1989년까지 점령 상태가 된다.
체코슬로바키아를 침공한 소비에트 연방군은 당중앙위원회를 해체시키고, 민주화 운동의 지도자이자 체코슬로바키아의 1서기였던 알렉산데르 둡체크를 외국으로 망명시켰다. 바르샤바 조약군의 침공 이후 체코슬로바키아는 정상화의 과정에 들어가는데, 이후 지도자들은 둡체크가 체코슬로바키아 공산당(KSČ)을 장악하기 전에 우세했던 정치적/경제적 가치를 복원하고자 하였다. 둡체크의 뒤를 이어 집권한 구스타프 후사크는 대통령에 올라 둡체크의 모든 개혁을 무효로 돌렸다.

## 배경
1950년대 말과 1960년대 초에 안토닌 노보트니가 집권하면서 체코슬로바키아에서 탈스탈린화가 진행되었으나, 동구권의 여타 공산주의 국가에 비해서는 그 진전 속도가 느렸다. 노보트니는 니키타 흐루쇼프의 주도를 따라 공산주의와 새 헌법 이 완성되었음을 선언하여 이에 따라 체코슬로바키아 사회주의 공화국이란 국명을 채택하였다. 그러나 변화 양상은 부진했는데, 슬란스키 재판에서 유죄 선고를 받은 이들처럼 스탈린 시대의 희생자들이 복권된 것은 빨라야 1963년에야 이루어졌다고 볼 수도 있으나, 1967년까지 그런 일은 없었다. 엄격한 체제가 그 규제를 철폐하자 체코슬로바키아 작가 동맹은 조심스레 불만도 드러내기 시작하였으며, 작가 동맹 기관지 리테라니 노비니에서 구성원들은 문학이 당 강령과 독립적이라고 제안하기도 하였다.
1967년 6월, 작가 동맹의 작은 분파에서 공산주의자, 특히 루드비크 바출리크, 밀란 쿤데라, 얀 프로하즈카, 안토닌 야로슬라프 리에흠, 파벨 코호우트, 이반 클리마와 같은 이들에 지지를 표명하였다. 몇 달 뒤, 당 회의에서 개혁 지지를 공개적으로 표명하는 작가에 대해서 행정 처분을 해야 한다는 결정이 내려졌다. 작가 동맹의 일부만 그러한 견해를 가졌기 때문에 나머지 구성원들은 이들 동료들을 징계할 책임이 있었다. '리테라니 노비니'와 몇몇 출판사에 대한 통제는 문화부 관할로 넘어갔는데, 둡체크 등 이후 개혁의 주역이 되는 당원들조차도 이 조치에 찬성하였다.
1960년 초, 체코슬로바키아(공식 국명은 체코슬로바키아 사회주의 공화국)는 경제 침체에 시달리고 있었다. 서툰 소비에트식 산업화 방식이 체코슬로바키아에 적용되었다. 체코슬로바키아는 제2차 세계 대전 전부터 이미 상당하게 산업화된 나라였는데, 소비에트 방식은 주로 저개발국에 취해지던 방법이었다. 노보트니는 1965년 신경제 모델을 통해 경제 재건을 시도하였는데 이 일 역시 정치 개혁 요구가 커지는 데 자극이 되었다.
1967년, 안토닌 노보트니 의장은 지지를 잃었다. 지역 슬로바키아 공산당 제1서기 알렉산데르 둡체크와 경제학자 오타 시크는 중앙 위원회 회의에서 노보트니에게 도전하였으며, 그 해 12월에 둡체크는 소련 수상 레오니트 브레즈네프를 프라하로 초대하였다. 브레즈네프는 노보트니에 대한 반대가 상당한 데 놀랐으며, 그를 체코슬로바키아의 지도자에서 실각시키는 데 지지하게 되었다. 그리하여 1968년 1월 5일에 둡체크는 노보트니를 제치고 제1서기가 되었다. 1968년 3월 22일, 노보트니는 의장직에서 물러나, 루드비크 스보보다가 이를 승계하게 되는데, 그는 나중에 개혁에 찬성하게 된다.

## 개방과 개혁
체코슬로바키아 대중은 정권 내부 다툼에 대해 알지 못하였으며, 변화의 전조도 별로 나타나지 않았다. 체코슬로바키아 공산당 최고 간부 회의 의원 요제프 슴르코프스키는 루데 프라보 지의 ‘앞으로 있을 일’이라는 제목의 인터뷰에서 지난 1월 전체 회의에서 두프체크가 제1서기에 임명되어 공산주의 목표를 진전하고 공산당의 노동 계급적 성격을 유지할 것이라고 주장하였다.
체코슬로바키아의 “2월의 승리” 20주년 때, 둡체크는 공산주의 승리 이후의 변화에 필요한 것에 대해 설명하는 연설을 하였다. 그는 “당의 주도 역할을 더욱 효과적으로 강화할” 필요가 있음을 강조하였으며, 클레멘트 고트발트가 당과 사회의 관계를 개선할 필요가 있다고 촉구하긴 하였으나, 당이 소소한 사안에 지나치게 간섭하고 있음을 인정하였다. 둡체크는 당의 사명은 “선진 공산주의 사회에 건전한 경제 기반과 … 여타 공산당의 경험에 따라 체코슬로바키아 역사의 민주주의 전통에 부합하는 공산주의를 건설하는 것 …”이라고 선언하였다.
4월에 둡체크는 자유화 행동 계획을 내놓았는데, 경제면에서는 소비재 생산을 강조하고, 다당제 체제의 가능성을 열어두며, 보도의 자유, 언론의 자유, 이동의 자유를 증진하는 내용을 담고 있었다. 이 계획은 “공산주의는 착취 계급의 지배에서 노동 인민을 해방하는 것만 의미하는 것이 아니며, 어떠한 자유주의 체제보다도 개인의 풍족한 삶을 위해 더 많은 것을 제공해야 한다”는 시각에 기반을 두고 있었다. 이 계획에서는 비밀 경찰의 권력을 일부 제한하였으며, 체코슬로바키아 사회주의 공화국을 두 개의 동등한 나라(체코와 슬로바키아)로 연방화하도록 규정하였다. 또 외교 정책면에서 서방 국가와 좋은 관계를 유지하는 동시에 소비에트 연방과 다른 공산주의 국가들과 협력하는 내용도 있었다. 행동 계획에서는 10년간 과도기를 통해 민주적인 선거가 가능해질 것이며, 새로운 형태의 민주주의가 현 체제를 대체할 것이라고 언명하였다.
그러나 이 계획의 초안을 낸 사람들은 전후 공산 정권의 행태를 비판하지 않을 만큼 신중했으며, 다만 유효성을 잃고도 존속한 정책들을 지적할 뿐이었다. 가령 종전 직후 당시, “부르주아의 잔재” 에 맞서 싸우기 위해서는 ″개혁적이고 지도적이며 행정적인 방식” 이 필요했다. “서로 적대하는 계급들” 은 공산주의의 성취로써 패배할 것이므로, 이러한 방법은 더 이상 필요하지 않았다. 행동 계획에 따르면, 개혁은 체코슬로바키아 경제가 스탈린 시대의 중공업, 노동력, 원자재에 의지하기 보다는, “세계의 과학-기술 혁명” 에 동참할 수 있기 위해 필요했다. 더 나아가 내부 계급 투쟁이 해결되었으므로, 노동자들은 이제 마르크스-레닌주의에 위배되는 방식을 취하지 않고도 이들의 조건과 기술 역량에 대한 합당한 대가를 받을 수 있게 되었다. 행동 계획에서는 자유주의와 경쟁하기 위해서는 이제 “능력있고 교육받은 공산주의자 전문가 간부단”의 지위를 보장해 줄 필요가 있다고 제시하였다.
행동 계획에서는 개혁이 체코슬로바키아 공산당의 지도를 받으며 진행되어야 한다고 규정하였으나, 대중의 압력으로 즉각 개혁이 실시되었다. 급진적인 요소가 더욱 커졌는데, 언론에서는 (1968년 6월 26일 검열 제도 공식 폐지 이후) 反볼셰비키 논쟁이 등장하기도 하였으며, 민주주의자들이 개별 정당을 이루기 시작했으며, 독립적인 신생 정치 조직이 생겼다. 당내 보수주의자들은 억압 조치를 요구하였으나, 둡체크는 개혁책을 권하며 체코슬로바키아의 지도력을 재차 강조하였다. 4월에 체코슬로바키아 공산당 전체 회의에서, 둡체크는 “인간의 얼굴을 한 공산주의”라는 정치 계획을 발표하였다. 5월에 그는 제40차 당 회의가 9월 9일 회기 초에 소집될 것이라고 발표하였다. 회의에서 행동 계획은 당 강령에 포함되었으며, 연방화 법안 초안이 마련되고, 새 중앙 위원회를 선출하였다.
둡체크의 개혁은 언론의 자유를 보장했으며, 주류 매체에서 처음으로 정치 논평이 허락받았다. 프라하의 봄 당시 체코슬로바키아의 수출은 경쟁력면에서 쇠퇴하였는데, 둡체크의 개혁은 계획 경제와 혼합 경제를 접목하여 이러한 문제를 해결하는 계획을 세웠다. 당내에서 이 정책의 추진 방식을 놓고 여러 의견이 있었는데, 어떤 경제학자들은 더 높은 수준의 혼합 경제를 원한 반면, 경제를 거의 대부분 공산주의식으로 운영하길 원하는 사람들도 있었다. 둡체크는 공산당의 영도 하에 경제 개혁을 추진하는 것이 중요하다는 점을 계속 강조하였다.
6월 27일, 주도적인 저술가이자 언론인인 루드빅 바쿨릭이 ‘2000개의 말’이라는 제목의 선언문을 출간하였다. 이 글은 체코슬로바키아 공산당 내 보수파와 더불어 이른바 “외국” 세력들에 대한 문제를 다루었다. 바쿨릭은 인민이 개혁 계획을 시행하는 주도권을 잡아야 한다고 촉구하였다. 둡체크와 당 전체 회의, 인민 전선, 내각은 이 선언을 비판하였다.

## 소비에트 연방의 반응
체코슬로바키아의 변화를 바라보는 동구권내의 첫 반응은 여러 가지였다. 헝가리의 카다르 야노시는 1월 당시 둡체크의 제1서기 임명에 대단히 옹호적이었으나, 레오니트 브레즈네프나 다른 이들은 점차 둡체크의 개혁에 우려하게 되었으며, 이로 말미암아 냉전 당시 동구권의 지위가 약해질지도 모른다고 두려워하였다.
3월 23일에 드레스덴에서 열린 회담에서 '바르샤바 4국'(소련, 헝가리, 불가리아, 동독)은 체코슬로바키아 사절단에게, "민주화"에 대한 언명은 다른 정책들에 대한 은밀한 비판임을 암시하며 개혁 정책을 문제삼았다. 브와디스와프 고무우카와 카다르 야노시는 체코슬로바키아 개혁 자체보다는 체코슬로바키아 매체가 내놓는 비판이 커지고 있음을 더 주목하며, 이 상황이 "헝가리 반동 초기와 유사"할 수도 있다고 우려하였다.
소련 지도부는 일련의 협상을 통해 체코슬로바키아의 변화를 중지하거나 제약하고자 하였다. 소련은 자국과 슬로바키아 국경 근처에 있는 Čierna nad Tisou에서 6월에 체코슬로바키아와 양자 회담을 열기로 하였다. 여기서 둡체크는 바르샤바 조약과 코메콘에 따를 것을 약속하면서 체코슬로바키아 공산당 내 개혁파의 계획을 옹호하였다. 그러나 체코슬로바키아 공산당 지도부는 둡체크를 지지하는 열성적인 개혁파(Josef Smrkovský, Oldřich Černík, and František Kriegel)와 反개혁적 태도를 보인 보수파(Vasil Biľak, Drahomír Kolder, and Oldřich Švestka)로 양분되어 있었다. 브레즈네프는 타협하기로 결정하였다. 체코슬로바키아 공산당 대표단은 바르샤바 조약에 대한 자신들의 충성을 재확인하고, "反공산주의적" 경향을 억제하고, 체코슬로바키아 사회민주당의 재건을 막으며, 언론을 더욱 효과적으로 통제하겠다고 약속하였다. 소련은 자국 군대(6월에 철수한 뒤에도 체코슬로바키아에 있었다.)를 철수하기로 하였으며, 9월 9일에 당 회의를 열도록 하였다.
8월 3일, 소련, 동독, 폴란드, 헝가리, 불가리아, 체코슬로바키아의 대표자들이 브라티슬라바에서 만나 브라티슬라바 선언을 체결하였다. 이 선언에서는 마르크스-레닌주의와, 프롤레타리아 국제주의에 대한 굳건한 충성을 확인하였으며, "부르주아" 이념과 모든 "反공산주의" 세력에 대한 가열찬 투쟁을 선언하였다. 소비에트 연방은 바르샤바 조약 회원국 가운데 "민주주의" 체제(민주화 계급의 여러 세력들을 대표하는 다당제 체제)를 세우는 나라가 있으면 자국이 개입할 뜻이 있음을 드러내었다. 브라티슬라바 회의 이후 소비에트 군대는 체코슬로바키아 영토에서 물러났으나, 자국 국경에 주둔하였다.

### 침공
회담이 만족스러운 결과를 내지 못하자, 소비에트 연방은 군사적인 방책을 고려하게 되었다. 소련 위성국의 공산주의 정부의 이해를 "동구권"의 이해보다 하위로 두도록 강제하는 소련의 정책은 브레즈네프 독트린으로 알려지게 된다. 1968년 8월 20일 밤, 바르샤바 조약 4개국(소련, 불가리아, 폴란드, 헝가리)의 동구권 군대가 체코슬로바키아를 침공하였다.
그날 밤 바르샤바 조약군은 200,000명의 병력과 2,000대의 탱크로 체코슬로바키아에 진입하였다. 이 군대는 추가 병력을 항공 지원할 수 있도록 우선 Ruzyně 국제 공항을 점령하였다. 체코슬로바키아 군대는 자국군 병영에 갇혔으며, 반격 움직임이 진정될 때까지 포위되어 있었다. 8월 21일 아침에 체코슬로바키아는 점령당했다.
루마니아와 알바니아는 이 침공에 참여하지 않았으며, 특히 알바니아는 1962년 바르샤바 조약에서 탈퇴한 상황이었다. 바르샤바 조약군의 공격 당시 체코인과 슬로바키아인 72명이 죽었으며(이 가운데 19명은 슬로바키아인이었다), 중상을 입은 사람은 266명이고, 436명은 경상을 입었다. 알렉산데르 둡체크는 체코슬로바키아 인민들에게 저항하지 말도록 요구하였다. 그러나 거리에서는 산발적인 저항이 벌어졌다. 사람들은 도시의 도로 표지판을 없애거나 페인트칠하였는데, 모스크바로 가는 길이 표시된 표지판만 남겨두었다. 여러 작은 마을에서는 마을 이름을 별다른 지도상의 준비 없이 '둡체크' 또는 '스보보다'로 바꾸기도 하여서 침공군이 혼동을 겪기도 하였다.
체코슬로바키아 침공이 있던 밤에 체코슬로바키아 상임 간부회에서는 바르샤바 조약군이 체코슬로바키아 정부 몰래 국경을 넘었다고 선언하였으나, 소련 언론에서는 서명 없는 요구서를 출판하였는데 아마도 체코슬로바키아 공산당과 국가 지도자들이 "군사 지원을 비롯한 즉각적인 원조"를 요구하기 위해 행한 것으로 보인다. 제14차 체코슬로바키아 공산당 회의(침공 직후 비밀리에 열림)에서는 지도부 중 아무도 외부 개입을 청하지 않았음을 강조하였다. 최근 자료에서는 체코슬로바키아 공산당 내 어떤 보수파들(Biľak, Švestka, Kolder, Indra, Kapek 등)이 소련에 개입을 요청하였음을 시사하고 있다. 바르샤바 조약군의 침공으로 전례없는 탈주 물결이 이어졌으며, 이는 이내 중단되었다. 침공 직후 체코슬로바키아를 떠난 사람은 70,000여 명으로 집계되며, 최종 탈주자 수는 300,000명에 이르렀다.
소비에트 연방은 이번 침공의 이유가 동구권 내 국가가 민주주의로 돌아서려는 기미가 보일 경우 소련이 개입할 권리가 있다고 천명한 브레즈네프 독트린에 있다고 밝혔다. 그러나 어떤 도발 사건 때문에 바르샤바 조약군의 침공으로 이어졌는지에 대해서는 아직도 불확실한 점이 있다. 침공이 있기 전까지는 체코슬로바키아에서 달리 큰 사건 없이 평온한 상태였던 것이다.

## 반응

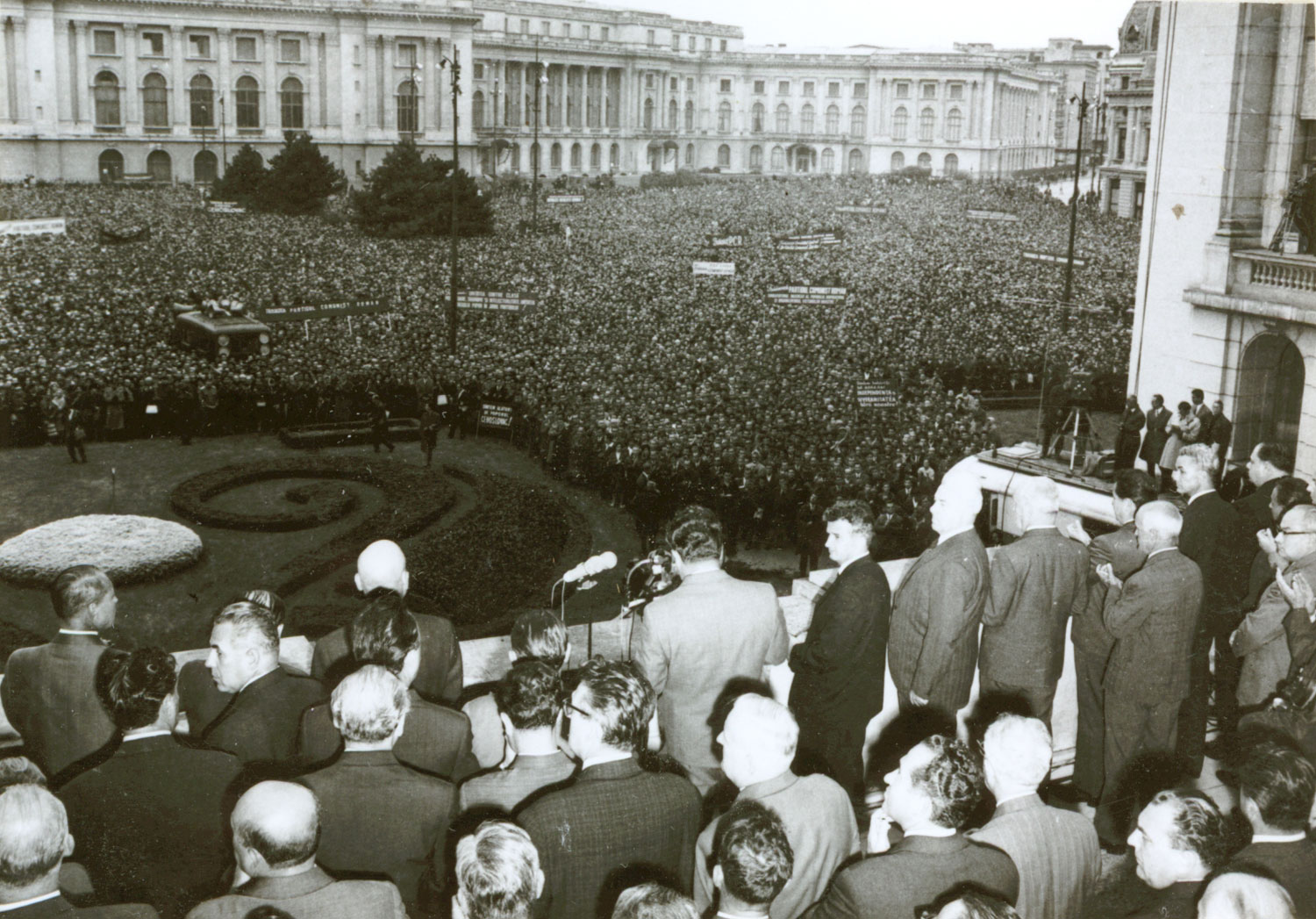
1968년 8월 21일, 부쿠레슈티 군중 앞에서 니콜라에 차우셰스쿠 루마니아 대통령이 바르샤바 조약군의 침공을 비판하는 연설을 하고 있다.

체코슬로바키아 대중은 바르샤바 조약군의 침공에 맞서 비폭력 저항으로 들고 일어났다. 1969년 1월 19일, 학생 얀 팔라흐는 프라하의 바츨라프스케 광장에서 언론 자유를 다시 억압하는데 반발하며 분신 자살하였다. 광범위한 저항으로 소비에트 연방은 제1서기를 축출하려는 당초 계획을 취소하게 된다. 둡체크는 8월 20일 밤에 체포되어 협상차 모스크바로 이송되었다. 이곳에서 그와 여타 지도자들은 소련 정치가들의 극심한 심리적 압박을 받으며 모스크바 의정서에 서명했으며, 여기서 둡체크는 서기장직을 계속 맡고 개혁 개방 계획을 계속할 수 있도록 하였다.

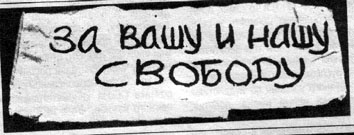
러시아어로 "당신의 자유와 우리의 자유를 위하여"라고 씌여있는 시위 문구.

8월 25일에 침공에 반대하는 소련 시민들이 붉은 광장에서 시위를 벌였는데, 시위자 8명은 침공 반대 문구가 적힌 깃발을 들고 다녔다. 시위자들은 체포되어 나중에 처벌받았는데, 이들은 "반(反)볼셰비키"적인 자들로 치부되었다.
당시 루마니아를 통치하였으며 애초에 소련의 영향력을 완고히 반대하고 둡체크의 지지자로 자처했던 니콜라에 차우셰스쿠는 침공이 있던 날 부쿠레슈티에서 대중 연설을 하면서 소련의 정책을 비판하였다. 소련의 영향을 어느 정도 받던 핀란드에서도 침공 사건은 심각한 비판거리가 되었다. 이탈리아와 프랑스의 공산당과 마찬가지로, 핀란드 공산당도 바르샤바 조약군의 침공을 비판하였다. 그러나 핀란드의 대통령 우르호 케코넨은 1968년 8월 이후 서방 정치가로는 처음으로 체코슬로바키아를 방문하였는데, 1969년 10월 4일에 체코슬로바키아 대통령 루드비크 스보보다는 그에게 체코슬로바키아 최고 훈장을 수여하였다. 포르투갈 공산당 총서기장 알바루 쿠날은 서유럽 지도자 가운데는 극히 드물게 바르샤바 조약군의 침공이 반혁명 때문이었다고 옹호하였다. 그 밖에도 룩셈부르크 공산당 과 그리스 공산당의 보수파가 침공을 지지하였다.

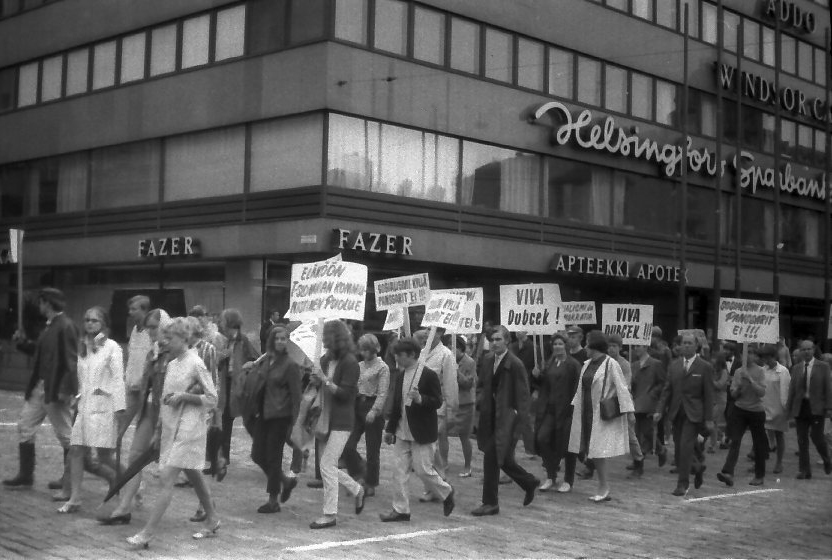
체코슬로바키아 침공을 비판하는 헬싱키 시위.

서방 국가들은 침공 사건을 놓고 입으로만 비판하였다. 침공이 있던 날 밤, 캐나다, 덴마크, 프랑스, 파라과이, 영국, 미국은 유엔 안전 보장 이사회 소집을 요구하였다. 안보이사회에서 체코슬로바키아 대사 얀 무지크는 침공을 비판하였다. 소련 대사 야코프 말리크는 바르샤바 조약의 행동은 "반사회적 세력"에 대항한 "형제애적 원조"라고 주장하였다. 다음날 몇몇 나라들은 침공을 비판하고 침공군의 즉각적인 철수를 요구하는 결의안을 제안하였다. 결국 투표가 이루어졌다. 10개 회원국이 이에 찬성했으며, 알제리, 인도, 파키스탄은 기권하였으며, (거부권이 있는) 소비에트 연방과 헝가리는 반대하였다. 캐나다 대표는 유엔 대표단이 프라하로 가서 투옥된 체코슬로바키아 지도자들의 석방을 위해 노력하게끔 하자는 제안을 즉각 내놓았다. 8월 26일에 이 제안의 투표는 이루어지지 않았으며, 신임 체코슬로바키아 대표는 이 모든 문제를 안보이사회 의제에서 빼도록 요청하였다.

## 이후
1969년 2월, 둡체크는 제1서기직에서 물러나고 구스타프 후사크가 뒤를 이었으며, "정상화"의 시기가 도래하였다. 둡체크는 체코슬로바키아 공산당에서 제명되어, 산림 공무원으로 좌천되었다.
후사크는 둡체크의 개혁을 뒤집고, 공산당 내 개혁적인 당원들을 숙청하였으며, 정치적 변화에 대해 불만을 공개적으로 드러낸 지식인이나 전문가들을 공직에서 쫓아냈다. 후사크는 경찰 당국의 권한을 회복하고, 여타 공산주의 나라들과 관계를 강화하는 데 노력하였다. 또 프라하의 봄 당시 산업 분야에서 상당한 자유가 인정되었기 때문에, 그는 경제를 다시 중앙 집중화하였다. 주류 매체에서 정치에 대한 논평은 다시 불허되었으며, "충분한 정치적 신뢰"가 없는 사람은 누구도 정치에 대해 발언하는 것이 금지되었다. 개혁 정책 가운데 유일하게 존치한 것은 체코슬로바키아의 연방화로, 1969년에 체코 사회주의 공화국과 슬로바키아 사회주의 공화국이 들어섰다.
1987년 소련 지도자 미하일 고르바초프는 자신의 개혁 개방 정책인 글라스노스트와 페레스트로이카가 둡체크가 제시했던 "인간의 얼굴을 한 사회주의"에 상당한 영향을 받았다고 인정하였다. 1989년 벨벳 혁명으로 둡체크는 바츨라프 하벨 행정부의 연방 의회 의장이 되었다. 한 외무부 대변인은 프라하의 봄과 고르바초프의 개혁의 차이점이 무엇이냐는 질문을 받자, "19년의 세월."이라고 답하였다.
1989년 벨벳 혁명으로 체코슬로바키아에서 공산주의 체제가 무너지자, 둡체크는 연방 의회 의장에 선출되었으며, 1992년 6월까지 재직하였다. 그는 슬로바키아 사회민주당을 이끌었으며, 1992년 11월에 세상을 떠나기 앞서 체코슬로바키아의 해체에 반대하는 언명을 하기도 하였다.

## 같이 보기
- 1956년 헝가리 혁명
- 벨벳 혁명
- 4월 9일 비극
- 레논 벽

### 참고 문헌
- Aspaturian, Vernon; Valenta, Jiri; Burke, David P. (1980년 4월 1일). 《Eurocommunism Between East and West》. Indiana Univ Pr. ISBN 0253202485.
- Chafetz, Glenn (1993년 4월 30일). 《Gorbachev, Reform, and the Brezhnev Doctrine: Soviet Policy Toward Eastern Europe, 1985–1990》. Praeger Publishers. ISBN 0275944840.
- Christopher, Andrew; Mitrokhin, Vasili (2005). 《The World Was Going Our Way: The KGB and the Battle for the Third World》. Basic Books. ISBN 0465003117. 2011년 5월 19일에 원본 문서에서 보존된 문서. 2009년 10월 9일에 확인함.
- Cook, Bernard (2001년 1월 10일). 《Europe Since 1945: An Encyclopedia》. Routledge. ISBN 0815313365.
- Despalatović, Elinor. 《Neighbors at War: Anthropological Perspectives on Yugoslav Ethnicity》. Penn State Press. ISBN 0271019794. 2009년 10월 9일에 확인함.
- Dubček, Alexander; Hochman, Jiří (1993년 1월 1일). 《Hope Dies Last: The Autobiography of Alexander Dubcek》. Kodansha International. ISBN 1568360002.
- Ello (ed.), Paul (April 1968). Control Committee of the Communist Party of Czechoslovakia, "Action Plan of the Communist Party of Czechoslovakia (Prague, April 1968)" in Dubcek’s Blueprint for Freedom: His original documents leading to the invasion of Czechoslovakia. William Kimber & Co. 1968
- Fowkes, Ben (2000년 8월 29일). 《Eastern Europe 1945–1969: From Stalinism to Stagnation》. Longman. ISBN 0582326931. 2009년 10월 9일에 확인함.
- Franck, Thomas M. (1985). 《Nation Against Nation: What Happened to the U.N. Dream and What the U.S. Can Do About It》. Oxford University Press. ISBN 0-19-503587-9.
- Goertz, Gary (1995년 1월 27일). 《Contexts of International Politics》. Cambridge University Press. ISBN 0521469724.
- Gorbachev, Mikhail; Mlynař, Zdeněk (2003년 10월 8일). 《Conversations with Gorbachev: On Perestroika, the Prague Spring, and the Crossroads of Socialism》. Columbia University Press. ISBN 0231118651.
- Gorbanevskaya, Natalia (1972). 《Red Square at Noon》. Holt, Rinehart and Winston. ISBN 0030859905.
- Grenville, J.A.S. (2005년 8월 4일). 《A History Of The World From the 20th To The 21st Century》. Routledge. ISBN 0415289556.
- Judt, Tony (2005년 10월 5일). 《Postwar: A History of Europe Since 1945》. Penguin Press. ISBN 1594200653.
- Jutikkala, Eino; Pirinen, Kauko (2001). 《Suomen historia (History of Finland)》. ISBN 80-7106-406-8.
- Kundera, Milan (1999). 《The Unbearable Lightness of Being》. HarperCollins. ISBN 0060932139.
- Kusin, Vladimir (2002년 7월 18일). 《The Intellectual Origins of the Prague Spring: The Development of Reformist Ideas in Czechoslovakia 1956–1967》. Cambridge University Press. ISBN 0521526523.
- Margolius-Kovály, Heda (1986). 《Under a Cruel Star: A life in Prague 1941–1968》. New York: Holmes & Meier. ISBN 0-8419-1377-3.
- Morrison, Scott; Cherry, Don (2006년 11월 26일). 《Hockey Night in Canada: By The Numbers: From 00 to 99》. Key Porter Books. ISBN 1552639843.
- Navazelskis, Ina (1990년 8월 1일). 《Alexander Dubcek》. Chelsea House Publications; Library Binding edition. ISBN 1555468314.
- Navrátil, Jaromír (2006년 4월 1일). 《The Prague Spring 1968: A National Security Archive Document Reader (National Security Archive Cold War Readers)》. Central European University Press. ISBN 9637326677.
- Ouimet, Matthew (2003). 《The Rise and Fall of the Brezhnev Doctrine in Soviet Foreign Policy》. University of North Carolina Press, Chapel Hill and London.
- Skilling, Gordon H. (1976). 《Czechoslovakia’s Interrupted Revolution》. Princeton: Princeton University Press.
- Suvorov, Viktor (1983). 《The Liberators》. London, Hamilton: New English Library, Sevenoaks. ISBN 0450055469.
- Williams, Kieran (1997). 《The Prague Spring and its Aftermath: Czechoslovak Politics, 1968–1970》. Cambridge University Press. ISBN 0521588030.